# Luca Wackermann
Luca Wackermann (Rho, 13 marzo 1992) è un ciclista su strada e mountain biker italiano.
Campione europeo juniores in linea nel 2009, è stato professionista su strada dal 2013 al 2021.

## Carriera

### Gli esordi e le vittorie tra gli Juniores
Inizia a gareggiare nel 1999 tra i giovanissimi presso la Ciclistica Biringhello, per poi approdare alla Polisportiva Molinello Ciclismo nelle categorie di esordiente e allievo, dove già mette in mostra le sue doti vincendo il Campionato italiano esordienti, sia su pista che su strada, e due Oscar TuttoBici, uno nel 2005 come miglior esordiente e uno nel 2008 come miglior allievo, avendo vinto dieci corse.
Nel 2009 approda nella categoria Juniores e torna a militare presso la Ciclistica Biringhello; è proprio in questo anno che Wackermann ottiene la vittoria di maggior prestigio nelle categorie giovanili, il titolo europeo in linea juniores a Hooglede, in Belgio. In stagione ottiene altre nove vittorie nel calendario italiano e un altro Oscar TuttoBici come miglior juniores. L'anno dopo, sempre con la Ciclistica Biringhello, coglie quattro successi.

### 2011-2015: il biennio da Under-23 e il debutto nel professionismo
Nel 2011 passa nella categoria Under-23 e si trasferisce in Toscana per correre presso la Mastromarco-Chianti Sensi-Benedetti. Nei due anni da dilettante ottiene solamente una vittoria, nella Coppa Comune di Castiglion Fiorentino del 2012, ma numerosi piazzamenti nelle gare del calendario nazionale. Nell'agosto del 2012 diventa stagista per la Lampre-ISD, mettendosi subito in luce e ottenendo un quinto posto alla Tre Valli Varesine e ben figurando anche alla Monviso-Venezia.
Dal gennaio 2013, non ancora ventunenne, è un corridore professionista della Lampre-Merida. Durante la stagione partecipa alla Parigi-Roubaix (si ritira) e ottiene il ventitreesimo posto nella classifica finale dell'Eneco Tour, miglior italiano. L'anno dopo si piazza quinto nella classifica giovani del Tour Down Under e decimo al Gran Premio Costa degli Etruschi; prende inoltre parte alla campagna delle grandi classiche.

### 2015-2019: gli anni alla Southeast, in Medio Oriente e alla Bardiani
Nel 2015 si trasferisce tra le file della Southeast di Angelo Citracca ma viene rallentato fin dal mese di febbraio da una forte infiammazione al tendine d'Achille, che lo costringe a uno stop forzato di circa tre mesi. Alla fine di aprile torna a correre con la Nazionale italiana al Tour of Croatia; è poi presente ad altre corse fino a trovare il primo podio della stagione in Cina, al Tour of Qinghai Lake, con un secondo posto di tappa, e un'altra top 5 italiana, con il quarto posto al GP Industria e Commercio di Prato. 
Nel 2016 si trasferisce al team Continental emiratino Al Nasr-Dubai. La stagione è ricca di successi in gare in Nordafrica, Wackermann si aggiudica infatti due vittorie di tappa e la classifica generale del Tour Internationale d'Oranie, due tappe e la classifica generale del Tour International de Blida, una tappa e la classifica generale del Tour d'Annaba. Si aggiudica inoltre la tappa regina del Tour d'Azerbaïdjan. A fine stagione lo score è di 9 vittorie, 3 secondi posti e 5 terzi posti. 
Il 2017 fa segnare il trasferimento di Wackermann alla Bardiani CSF di Roberto Reverberi. L'annata si rivela particolarmente difficile a causa di un'infezione, la toxoplasmosi, che impedisce a Wackermann di esprimere il suo potenziale: non va infatti oltre un ottavo posto di tappa al Tour of Utah. Il 2018 è caratterizzato da alcuna cadute che impediscono a Wackermann di esprimersi al meglio, tuttavia in estate arriva la prima vittoria in maglia Bardiani al Tour du Limousin, cui fa seguito a metà settembre un quarto posto alla Coppa Agostoni.

### Dal 2020: gli ultimi anni su strada e l'esordio in MTB
Nel 2020 torna alla Vini Zabù-KTM di Citracca, già Southeast: in agosto al Tour du Limousin ottiene le uniche vittorie stagionali UCI del team, vincendo una tappa e la classifica della corsa. Segna anche la sua prima partecipazione al Giro d'Italia, corso eccezionalmente in ottobre: nella seconda tappa ad Agrigento ottiene il quinto posto in volata, mentre solo tre giorni dopo, a pochi metri dall'arrivo della quinta tappa a Villafranca Tirrena, è costretto al ritiro per una rovinosa caduta causata dalle transenne spostate dalla folata di vento dovuta a un elicottero delle riprese televisive in volo a bassa quota.
Rientra alle corse nel 2021 con la Eolo-Kometa: durante la stagione è settimo in una frazione del Giro di Turchia e terzo in una del Tour du Limousin. A fine anno lascia la strada per gareggiare dal 2022 nel cross country fuoristrada con il Torpado Factory Team capitanato da Jakob Dorigoni.

## Palmarès
- 2009 (Ciclistica Biringhello Juniores, dieci vittorie)[3]

Coppa Piccola San Geo
Gran Premio Caduti Sandamianesi
Trofeo Cassa Rurale ed Artigiana - Cantù
Trofeo Industria Commercio Artigianato - Peveranza di Cairate
Trofeo Mamma e Papà Otelli - Sarezzo
Trofeo Città di Loano
Gran Premio Vini del Roero
Giro della Brianza
Campionati europei, Prova in linea juniores
Gran Premio Industria - Gornate Olona
- 2010 (Ciclistica Biringhello Juniores, quattro vittorie)[3]

Trofeo Industria Commercio Artigianato - Peveranza di Cairate
Trofeo Trattoria La Siesta
Gran Premio Map Memorial Giacomo e Carlo Sciola
Trofeo Comune di Maleo
- 2012 (Mastromarco-Chianti Sensi-Benedetti Under-23, una vittoria)[3]

Coppa Comune di Castiglion Fiorentino
- 2016 (Al Nasr-Dubai, nove vittorie)

2ª tappa Tour Internationale d'Oranie (Haï Khemisti > Haï Khemisti)
3ª tappa Tour Internationale d'Oranie (Haï Khemisti > Monte-Christo)
Classifica generale Tour Internationale d'Oranie
1ª tappa Tour International de Blida (Tipasa > Mouzaia)
3ª tappa Tour International de Blida (Tipasa > Chréa)
Classifica generale Tour International de Blida
2ª tappa Tour d'Annaba (Annaba > Annaba)
Classifica generale Tour d'Annaba
4ª tappa Tour d'Azerbaïdjan (Qabala > Pirqulu)
- 2018 (Bardiani-CSF, una vittoria)

2ª tappa Tour du Limousin (Base Départementale de Rouffiac > Coteau de Grèzes)
- 2020 (Vini Zabù KTM, due vittorie)

1ª tappa Tour du Limousin (Couzeix > Évaux-les-Bains)
Classifica generale Tour du Limousin

### Altri successi
- 2016 (Al Nasr-Dubai)

Classifica a punti Tour International de Blida

## Piazzamenti

### Grandi Giri
- Giro d'Italia

2020: non partito (5ª tappa)

### Classiche monumento
- Milano-Sanremo

2014: ritirato
2017: 128º
- Giro delle Fiandre

2014: ritirato
- Parigi-Roubaix

2013: ritirato
2014: ritirato
- Giro di Lombardia

2018: 57º